# نفر اون تيوزداي
نفر اون تيوزداي (بالإنجليزية: Never on Tuesday)‏ هو فيلم كوميدي صدر في سنة 1988. من بطولة بيتر بيرغ ونيكولاس كيج وتشارلي شين.

## وصلات خارجية
- نفر اون تيوزداي على موقع IMDb (الإنجليزية)
- نفر اون تيوزداي على موقع روتن توميتوز (الإنجليزية)
- نفر اون تيوزداي على موقع نتفليكس (الإنجليزية)
- نفر اون تيوزداي على موقع قاعدة بيانات الأفلام العربية
- نفر اون تيوزداي على موقع ألو سيني (الفرنسية)
- نفر اون تيوزداي على موقع أول موفي (الإنجليزية)
- نفر اون تيوزداي على موقع قاعدة بيانات الفيلم (الإنجليزية)
- نفر اون تيوزداي على موقع ليتربوكسد (الإنجليزية)
- نفر اون تيوزداي على موقع كينوبويسك (الروسية)